# MNO
Né le 21 septembre 2000 a Fara, commune situé dans la région de la Boucle du Mouhoun au Burkina Faso, MNO quitte l’école à 18 ans en classe de 3e. Après avoir effectué quelques petits boulots, il se découvre un talent pour la musique. Il débute avec quelques compétitions et freestyle au niveau locale. En 2021, il commence une carrière professionnelle et signe son premier single « Amour fou » avec le label Sagacious Production (SP Production).
Il rencontre un succès avec ce titre et sort son premier album de 10 titre intitulé "Bibèga“ en 2022. De là en 2024, il chante 04 autres singles.

## Œuvres

### Album
- 2022 : Bibèga

### Single
- 2021 : Amour fou
- 2024 : Locké en ft avec Fadeen[3]